# فیلیپه کاتینه
فیلیپه کاتینه (به انگلیسی: Philippe Katerine) (زاده ۸ دسامبر ۱۹۶۸) خواننده، ترانه سرا، بازیگر فرانسوی است.
از فیلم‌های معروف او می‌توان به بازی در فیلم حقیقت درباره چارلی و آستریکس و اوبلیکس اشاره کرد.